# Pariana modesta
Pariana modesta är en gräsart som beskrevs av Jason Richard Swallen. Pariana modesta ingår i släktet Pariana och familjen gräs. Inga underarter finns listade i Catalogue of Life.